# Стебинс (Аљаска)
Стебинс (енгл. Stebbins) град је у америчкој савезној држави Аљаска.

## Демографија
По попису из 2010. године број становника је 556, што је 9 (1,6%) становника више него 2000. године.
| Група             | 2000.     | 2010.     |
| Белци             | 28 (5,1%) | 24 (4,3%) |
| Афроамериканци    | 1 (0,2%)  | 1 (0,2%)  |
| Азијати           | 0 (0,0%)  | 1 (0,2%)  |
| Хиспаноамериканци | 0 (0,0%)  | 0 (0,0%)  |
| Укупно            | 547       | 556       |